# NGC 1640
NGC 1640 (другие обозначения — ESO 551-27, MCG −3-12-18, IRAS04400-2031, PGC 15850) — галактика в созвездии Эридан.
Этот объект входит в число перечисленных в оригинальной редакции «Нового общего каталога».
В галактике вспыхнула сверхновая SN 1990aj типа Ib. Её пиковая видимая звёздная величина составила 18.